# Josef Heinrich Purkyně
Josef Heinrich Purkyně (* 12. Juli 1793 in Libochovice; † nach 1833 vermutlich in Wien) war ein tschechischer Techniker und Professor am k.k. Polytechnischen Institut in Wien.

## Leben
Er war ein Sohn des Verwaltungsbeamten und Gutsbesitzers Josef Purkyně, der im Dienst von Karl Johann von Dietrichstein stand. Die aus Nordböhmen stammenden Vorfahren Purkyněs waren Kalixtiner (eine Gruppierung der Hussiten). Der Vater starb im Geburtsjahr von Josef Heinrich. Seine Mutter Rosalia, eine geborene Šafránek, stammte aus einer Bauernfamilie. Sie starb 1834. Er war der jüngere Bruder von Jan Evangelista Purkyně und Onkel des Malers Karel Purkyně sowie des Naturwissenschaftlers Emanuel Purkyně.
Nach einem technischen Studium in Prag wurde er 1814 Diurnist beim Hofbaurat in Wien und 1817 Ingrossist (= Kanzleibediensteter) beim Baudepartement der Provinzialstaatsbuchhaltung in Triest. 1819 wurde er Rechnungsoffizial und dann Kreisingenieur in Görz und Aquileia. Als Amtsingenieur kam er 1823 zu der küstenländischen Landesbaudirektion in Triest. Seine Aufgaben bestanden in Flussregulierungen, Straßen-, Brücken-, Wasserleitungs- und Gebäudebau, Trockenlegung von Sümpfen und Lagunen. Aufgrund seiner Leistungen wurde er im selben Jahr als Professor der Land- und Wasserbaukunst an das k.k. Polytechnisches Institut in Wien, heute Technische Universität Wien, berufen. Er übte eine weit über das vorgeschriebene Maß hinausgehende und vor allem auf die Praxis bezogene Lehrtätigkeit aus. Seine geschwächte Gesundheit führte 1829 dazu, dass er in den vorläufigen Ruhestand versetzt wurde und zur Baudirektion nach Lemberg versetzt wurde. Nach seiner endgültigen Pensionierung (1833) kehrte er vermutlich nach Wien zurück, um hier seine wissenschaftlichen Arbeiten zum Druck vorzubereiten. Josef Heinrich Purkyně wird trotz seiner kurzen Wirkungsdauer als wichtiger Repräsentant des beginnenden technisch-industriellen Zeitalters in Österreich angesehen.

## Publikationen
- Ueber die Eisenbahnen und ihre zweckmaessigste Construktionsart. In: Jahrbuch des k. k. polytechnischen Institut in Wien, 1825, 6.